# Малий Буковець (Маче)
46°04′ пн. ш. 16°02′ сх. д. / 46.07° пн. ш. 16.04° сх. д.
Малий Буковець (хорв. Mali Bukovec) — населений пункт у Хорватії, у Крапинсько-Загорській жупанії у складі громади Маче.

## Населення
Населення за даними перепису 2011 року становило 258 осіб.
Динаміка чисельності населення поселення:

## Клімат
Середня річна температура становить 10,14 °C, середня максимальна – 24,46 °C, а середня мінімальна – -6,59 °C. Середня річна кількість опадів – 936 мм.
| Клімат поселення                              | Клімат поселення | Клімат поселення | Клімат поселення | Клімат поселення | Клімат поселення | Клімат поселення | Клімат поселення | Клімат поселення | Клімат поселення | Клімат поселення | Клімат поселення | Клімат поселення | Клімат поселення |
| Показник                                      | Січ.             | Лют.             | Бер.             | Квіт.            | Трав.            | Черв.            | Лип.             | Серп.            | Вер.             | Жовт.            | Лист.            | Груд.            |                  |
| Середній максимум, °C                         | 5,74             | 7,91             | 12,26            | 16,55            | 21,42            | 24,46            | 23,67            | 23,10            | 19,17            | 14,00            | 8,40             | 4,58             |                  |
| Середня температура, °C                       | −0,41            | 1,76             | 6,10             | 10,38            | 15,25            | 18,28            | 19,91            | 19,35            | 15,42            | 10,24            | 4,66             | 0,82             |                  |
| Середній мінімум, °C                          | −6,59            | −4,42            | −0,08            | 4,20             | 9,07             | 12,10            | 16,17            | 15,60            | 11,68            | 6,49             | 0,91             | −2,92            |                  |
| Норма опадів, мм                              | 48               | 48               | 63               | 71               | 81               | 107              | 89               | 94               | 89               | 90               | 90               | 66               |                  |
| Середньомісячна швидкість вітру, м/с          | 1.80             | 2.00             | 2.40             | 2.30             | 2.20             | 1.98             | 1.90             | 1.70             | 1.70             | 1.78             | 1.88             | 1.83             |                  |
| Середньомісячна сонячна радіація, кДж/м²·день | 4055             | 6822             | 10465            | 14824            | 18924            | 20729            | 21548            | 18723            | 13915            | 8641             | 4515             | 3243             |                  |
| --------------------------------------------- | ---------------- | ---------------- | ---------------- | ---------------- | ---------------- | ---------------- | ---------------- | ---------------- | ---------------- | ---------------- | ---------------- | ---------------- | ---------------- |
| Джерело:                                      |                  |                  |                  |                  |                  |                  |                  |                  |                  |                  |                  |                  |                  |